# 795-ös busz
A 795-ös jelzésű elővárosi autóbusz Budapest, Széll Kálmán tér és Zsámbék, autóbusz-forduló között közlekedik. A viszonylatot a MÁV Személyszállítási Zrt. üzemelteti. Betétjárata 794-es jelzéssel Budapest és Perbál között közlekedik.

## Története
2019. augusztus 10-étől a Széna téri autóbusz-állomás bezárása miatt budapesti végállomása a Széll Kálmán térre kerül át.
2020. május 4-étől Budakeszi, temetőnél is megáll.

## Megállóhelyei
Az átszállási kapcsolatok között az azonos útvonalon közlekedő 793-as busz és 794-es busz nincsen feltüntetve.
| 0    | Budapest, Széll Kálmán tér             | 38   | 5, 16, 16A, 21, 21A, 22, 22A, 39, 91, 102, 116, 128, 129, 139, 140, 140A, 149, 155, 156, 221, 222 4, 6, 17, 56, 56A, 59, 59A, 59B, 61 781, 782, 783, 784, 785, 786, 787, 789, 791 |
| 1    | Budapest, Szent János Kórház           | 37   | 22, 22A, 91, 128, 129, 155, 156, 222 56, 56A, 59, 59B, 60, 61 781, 782, 783, 784, 785, 786, 787, 789, 791                                                                         |
| 2    | Budapest, Budagyöngye                  | 36   | 22, 22A, 129, 222, 291 56, 56A, 59B, 61 781, 782, 783, 784, 785, 786, 787, 789, 791                                                                                               |
| 3    | Budapest, Kuruclesi út                 | 35   | 22, 22A, 222, 291 781, 782, 783, 784, 785, 786, 787, 789, 791 |
| 4    | Budapest, Vízművek                     | 34   | 22, 22A, 222 781, 782, 783, 784, 785, 786, 787, 789, 791 |
| 5    | Budapest, Dénes utca                   | 33   | 22, 22A, 222 781, 782, 783, 784, 785, 786, 787, 789, 791 |
| 6    | Budapest, Szépjuhászné, Gyermekvasút   | 32   | 22, 22A, 222 781, 782, 783, 784, 785, 786, 787, 789, 791 Gyermekvasút |
| (+1) | Budapest, Laktanya*                    | (+1) | 22, 22A, 222 |
| 7    | Budapest, Országos Korányi Intézet     | 31   | 22, 22A, 222 781, 782, 783, 784, 785, 786, 787, 789, 791 |
| 8    | Budapest, Szanatórium utca (Vadaspark) | 30   | 22, 22A, 188E, 222 781, 782, 783, 784, 785, 786, 787, 789, 791 |
| 9    | Budakeszi, Erkel Ferenc utca           | 29   | 22, 22A, 188E, 222 781, 782, 783, 784, 785, 786, 787, 789, 791 |
| 10   | Budakeszi, Gyógyszertár                | 28   | 22, 22A, 188E, 222 781, 782, 783, 784, 785, 786, 787, 789, 791 |
| 11   | Budakeszi, Széchenyi utca (gimnázium)  | 27   | 188, 188E, 222 |
| 12   | Budakeszi, Temető                      | 26   | 188, 188E, 222 |
| 13   | Budakeszi, Harmatfű utca               | 25   | |
| 14   | Budakeszi-szőlőtelep                   | 24   | |
| 15   | Budakeszi, Erdő- és vadgazdaság        | 23   | |
| 16   | Hidegvölgyi erdészlak                  | 22   | |
| 17   | Pátyi elágazás                         | 21   | 778, 789 |
| 18   | Telki, Hóvirág utca                    | 20   | 778, 789 |
| 19   | Telki, Ófalu                           | 19   | 778, 789 |
| 20   | Telki, Rákóczi Ferenc utca             | 18   | 778, 789 |
| 21   | Telki, Muskátli utca                   | 17   | 778, 789 |
| 22   | Telki, Újfalu                          | 16   | 778, 789 |
| 23   | Budajenő, Posta                        | 15   | 778, 789 |
| 24   | Budajenő, Petőfi Sándor utca           | 14   | 778, 789 |
| 25   | Perbál, Újmajor                        | 13   | 778, 789 |
| 26   | Perbál, szervizüzem                    | 12   | 778, 789 |
| 27   | Perbál, központ                        | 11   | 778, 789, 799 |
| 28   | Perbál, Kisperbál                      | 10   | 778, 789, 799 |
| 29   | Tök, Körtvélyes                        | 9    | 778, 789, 798, 799 |
| 30   | Tök, Központi Major                    | 8    | 778, 789, 798, 799 |
| 31   | Tök, Temető                            | 7    | 778, 789, 798, 799 |
| 32   | Tök, Kútvölgy                          | 6    | 778, 789, 798, 799 |
| 33   | Tök, Fő utca 100.                      | 5    | 778, 789, 798, 799 |
| 34   | Zsámbék, Új iskola                     | 4    | 778, 789, 798, 799 |
| 35   | Zsámbék, Vasbolt                       | 3    | 778, 789, 798, 799 |
| 36   | Zsámbék, Magyar utca 59.               | 2    | 778, 789, 798, 799 |
| 37   | Zsámbék, Ady Endre utca                | 1    | 778, 783, 784, 785, 786, 787, 789, 791, 798, 799 |
| 38   | Zsámbék, autóbusz-forduló              | 0    | 770, 774, 775, 778, 779, 783, 784, 785, 786, 787, 788, 789, 791, 798, 799, 8423 1853                                                                                              |

- Megjegyzés: *: csak néhány menet érinti.